# 岡田加奈子
岡田加奈子（3月16日—），日本女性配音員、旁白。出身於大阪府。

## 人物簡介
以前經歷青二Production、元氣Project（至2009年8月），現所屬Office Watanabe。
為人熟悉的代表配音作品有遊戲《純愛騎士》系列的漢娜·蕭斯基；廣播劇CD版《同棲女子寮》的青野真紀子。
興趣是看體育競賽、游泳。特技有書道、羽毛球。
曾和豐嶋真千子、小西寬子、芝原千彌子、淺田葉子共5人組成聲優組合Radish Roxs。

## 演出作品
※粗體字表示說明飾演的主要角色。

### 電視動畫
1996年
- 鬼太郎 (第4作)

1998年
- 青澀之戀（田徑社社員）

2002年
- 朝霧的巫女（女子E）
- 推理之绊（鈴木老師）

### OVA
1994年
- 我們的意亂情迷不歸路（日语：ぼくはこのまま帰らない）（女性）

1997年

### 遊戲
1997年
- 光明與黑暗3三部曲：被狙擊的神之子（海拉）

1998年
- 初吻☆物語（日语：ファーストKiss☆物語）

1999年
- 魔道士
- 純愛騎士（日语：みつめてナイト）（漢娜·蕭斯基）
- 純愛騎士R 大冒險篇（日语：みつめてナイトR 大冒険編）（漢娜·蕭斯基）

2010年
- 絕對英雄改造計畫（日语：絶対ヒーロー改造計画）（班傑明·巴克、安子）

### 廣播劇CD
- 卒業M（日语：卒業M）
- 同棲女子寮（青野真紀子）
- Dear Friends（中野惠美子）
- ON AIR3 夏（早乙女水樹）
- 花之飛鳥組！（日语：花のあすか組!）（少女1）
- BOYS BE…

### 旁白
- 可口可樂
- OK便利店
- 小學館 「Petit Seven（日语：プチセブン）」
- 7-Eleven
- 旅Channel（日语：旅チャンネル）
  - 三天兩夜之旅
- 東芝DynaBook（日语：ダイナブック (東芝)）
- 日食衛星「食品雜誌21」
- 日專連信用卡（日语：日専連ホールディングス）
- Bamiyan（日语：バーミヤン (レストランチェーン)）
- 三越百貨店
- 神奈川縣教育委員會「教師時間生道教育」

### 電視節目
- JLC休閒頻道（日语：日本レジャーチャンネル）「超級槌球」（記者）
- Kids Channel「Animax俱樂部」（節目助理）

## 外部連結
- Office Watanabe公式官網的聲優簡介 （页面存档备份，存于） （日語）